# 国立病院機構姫路医療センター附属看護学校

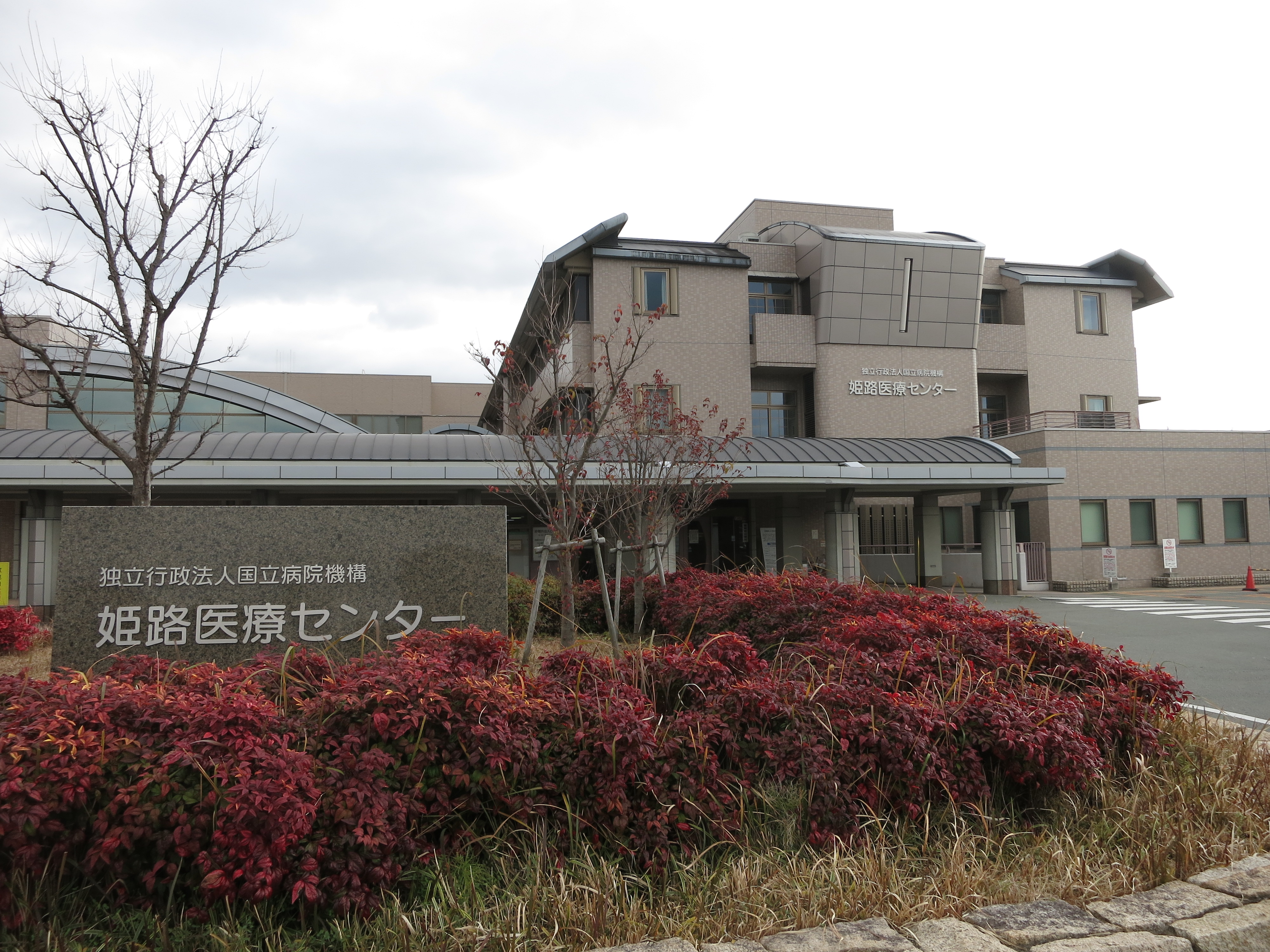
姫路医療センター

国立病院機構姫路医療センター附属看護学校（こくりつびょういんきこうひめじいりょうセンターふぞくかんごがっこう）は、独立行政法人国立病院機構が兵庫県姫路市本町に設置する専修学校。姫路医療センターを母体病院とし、同一敷地内に位置している。

## 沿革
- 1948年（昭和23年）4月 - 厚生省所管の下、国立姫路病院に付設して創立[1]。
- 2010年（平成22年）3月 - 新校舎完成[2]

## 学科
- 看護学科（3年課程、定員40名）

## 交通アクセス
- JR山陽新幹線・JR各線「姫路駅」、山陽電鉄本線「山陽姫路駅」より徒歩20分[3]
- 神姫バス「姫山公園南」停留所下車すぐ[3]